# Ferdinand Jung
Ferdinand Jung (* 24. Januar 1905 in Waltershausen; † 2. Dezember 1973) war ein deutscher Politiker (KPD/SED) und Widerstandskämpfer gegen das NS-Regime.

## Leben
Jung, Sohn einer Arbeiterfamilie, besuchte von 1911 bis 1919 die Volksschule in Waltershausen. Anschließend war er bis 1922 als Puppen- und Gummiarbeiter in Waltershausen tätig. Nach einer Zeit der Arbeitslosigkeit (1922–1924) war er bis April 1929 als Gummiarbeiter in Walterhausen, als Kaliarbeiter in Merkers bei der Wintershall AG und als Bahnarbeiter in Waltershausen tätig. Von 1929 bis 1933 war er erneut arbeitslos. 
1920 schloss sich Jung dem KJVD an, 1924 trat er der KPD bei und wurde Mitglied im Roten Frontkämpferbund. Von 1924 bis 1929 war er politischer Leiter im KJVD, 1930/31 leitete er die KPD-Ortsgruppe in Waltershausen und war dann von 1931 bis 1933 Leiter des KPD-Unterbezirkes Waltershausen sowie politischer Leiter des Kampfbundes gegen den Faschismus.
Nach der „Machtergreifung“ der Nationalsozialisten tauchte Jung nach einer Haussuchung im Februar 1933 unter und lebte illegal in Friedrichroda, Tambach-Dietharz und Gotha. Jung arbeitete eng mit Erich Honstein zusammen. Beide waren auch als Kuriere tätig und maßgeblich an der illegalen Herstellung des „Thüringer Volksblattes“  beteiligt. Im Juli 1933 kam Jung nach Erfurt, da ihn die illegale Bezirksleitung der KPD als Instrukteur eingesetzt hatte. In dieser Funktion war er vor allem in Suhl, Zella-Mehlis, Schmalkalden, Meiningen, später Eisenach, Mühlhausen und im Erfurter Stadtgebiet tätig. Am 10. Februar 1934 ergriff ihn die Gestapo. Im Juni 1934 wurde Jung in Jena wegen „Hochverrats“ zu drei Jahren Zuchthaus verurteilt. Nach Verbüßung der Haftstrafe im Zuchthaus Untermaßfeld wurde Jung jedoch nicht entlassen, sondern im März 1937 in das KZ Bad Sulza verschleppt. Anschließend war er im KZ Lichtenburg und von Juli bis August 1937 im KZ Buchenwald inhaftiert. Im April 1939 wurde er aus der KZ-Haft entlassen und war anschließend bis April 1945 als Bau- und Ziegeleiarbeiter in Gotha sowie als Eisenflechter, Beifahrer und Kraftfahrer tätig.
Nach Kriegsende  wurde er 1945 Mitglied der KPD-Bezirksleitung Erfurt. Von Juni bis September 1945 war Jung Dienststellenleiter im Arbeitsamt Waltershausen, dann von Oktober 1945 bis Januar 1946 stellvertretender Landrat in Gotha. Von Februar 1946 bis Oktober 1948 fungierte er als Erster Sekretär der Volkssolidarität Weimar-Erfurt. Ab 1946 war er Mitglied der SED und ihrer Landesleitung Weimar-Erfurt. Von November 1948 bis Januar 1952 wirkte er als Leiter der Geschäftsabteilung der SED-Landesleitung Thüringen. Von Februar 1952 bis Januar 1953 fungierte Jung als Erster Sekretär der SED-Kreisleitung Meiningen. Im Januar 1953 nahm der ein Studium an der Parteihochschule „Karl Marx“ auf. 1954/55 war er bevollmächtigter Instrukteur in der Abteilung Leitende Organe des ZK der SED. Ab September 1955 fungierte er als Zweiter Sekretär der Bezirksleitung Suhl der SED (zugleich Sekretär für Organisation und Kader). Im September 1963 erlitt Jung Verletzungen bei einem schweren Autounfall, weshalb er im Mai 1964 aus gesundheitlichen Gründen aus der Funktion des Zweiten Sekretärs der Bezirksleitung ausschied. 
Von 1964 bis 1969 leitete er die „Kommission zur Erforschung der örtlichen Arbeiterbewegung“ bei der Bezirksleitung Suhl der SED und war Vorsitzender der „Kommission zur Betreuung alter verdienter Parteimitglieder“ ebenda. Ab 1969 war er Mitarbeiter und Leiter des Bezirksparteiarchivs Suhl. 
Von 1958 bis 1967 war Jung zudem Abgeordneter des Bezirkstages Suhl.

## Auszeichnungen
- Vaterländischer Verdienstorden in Bronze (1959) und in Silber (1965)
- Medaille für Kämpfer gegen den Faschismus 1933 bis 1945